# منچستر (شهرستان چسترفیلد، ویرجینیا)
منچستر (به انگلیسی: Manchester) یک منطقهٔ مسکونی در ایالات متحده آمریکا است که در شهرستان چسترفیلد، ویرجینیا واقع شده‌است. منچستر ۱۰٬۸۰۴ نفر جمعیت دارد.